# Clodia de vi
Clodia de vi va ser una llei romana establerta a proposta del tribú de la plebs Publi Clodi Pulcre l'any 696 de la fundació de Roma (58 aC) sota els cònsols Luci Calpurni Pisó Cesoní i Aule Gabini que disposava que s'havia de processar a tots els que fessin matar a un ciutadà romà sense haver passat pel judici del poble i format la causa. Amb aquesta llei Publi Clodi Pulcre va preparar el desterrament de Ciceró per la repressió de la conspiració de Catilina.